# Шеренговий Петро Захарович
Петро́ Заха́рович Шеренговий (1924—2016) — український селекціонер, сортовипробувальник, фітопатолог, кандидат біологічних наук.

## Життєпис
Народився 1924 року в селі Бужанка Лисянського району (Черкаська область), 1946-го поступив до Звенигородського сільськогосподарського технікуму, закінчив його за півтора року, отримавши диплом з відзнакою. 1948 року без вступних іспитів стає студентом плодоовочевого факультету Уманського сільськогосподарського інституту. 1953 року закінчує навчання в інституті, скерований завідувати Решетилівською плодово-ягідною сортодільницею. Там проживав з дружиною, виховали двох синів.
1959 року вступає до заочної аспірантури Української сільськогосподарської академії, котру закінчив 1963-го. Під керівництвом професора Пересипкіна Володимира Федоровича захистив дисертацію кандидата біологічних наук на тему «Септоріоз чорної смородини і підвищення стійкості рослин до хвороби».
1972-го переїздить з Решетилівки до Києва, де його запросили до апарату Державної комісії з сортовивчення сільськогосподарських культур,  завідував відділом плодоовочевих культур. 1976 року стає директором Української центральної лабораторії з якісної оцінки сортів.
1984 року переходить на викладацьку і наукову діяльність у Національний університет біоресурсів і природокористування України. Працював на посаді старшого наукового співробітника.
Є автором близько 300 наукових праць та 9 винаходів.
Створив понад 80 сортів різних садових культур: абрикоса, аґрусу, аличі, вишні, груші, малини, ожини, персика, порічок, сливи, смородини чорної й золотистої, суниці, черешні, яблуні. З цих сортів 19 занесено до Реєстру сортів рослин України.
Першим в Україні розробив теоретичні основи селекції сортів смородини, імунних проти грибних хвороб, та започаткував практичне їхнє створення.
Серед патентів:
- «Спосіб розмноження смородини», 2005, співавтор Мазур Борис Миколайович
- «Спосіб розмноження ожини», 2004, співавтор Нетребський Віктор Петрович
- «Спосіб вирощування саджанців та створення інтенсивних насаджень кущових ягідників», 2000, співавтори Федоренко Володимир Степанович, Кручек Аркадій Назарович
- «Спосіб окуліровки», 1997, співавтори Богуславський Микола Миколайович, Федоренко Володимир Степанович, Кумпан Катерина Дмитрівна.

### Нагороди та вшанування
- орден Трудового Червоного прапора (1971)
- медаль «За трудову доблесть» (1966)
- медаль ВДНГ СРСР (1970),
- медаль МАН України «Знак пошани» (2004)
- Почесний громадянин Решетилівського району (24.6.2014)

## Галерея

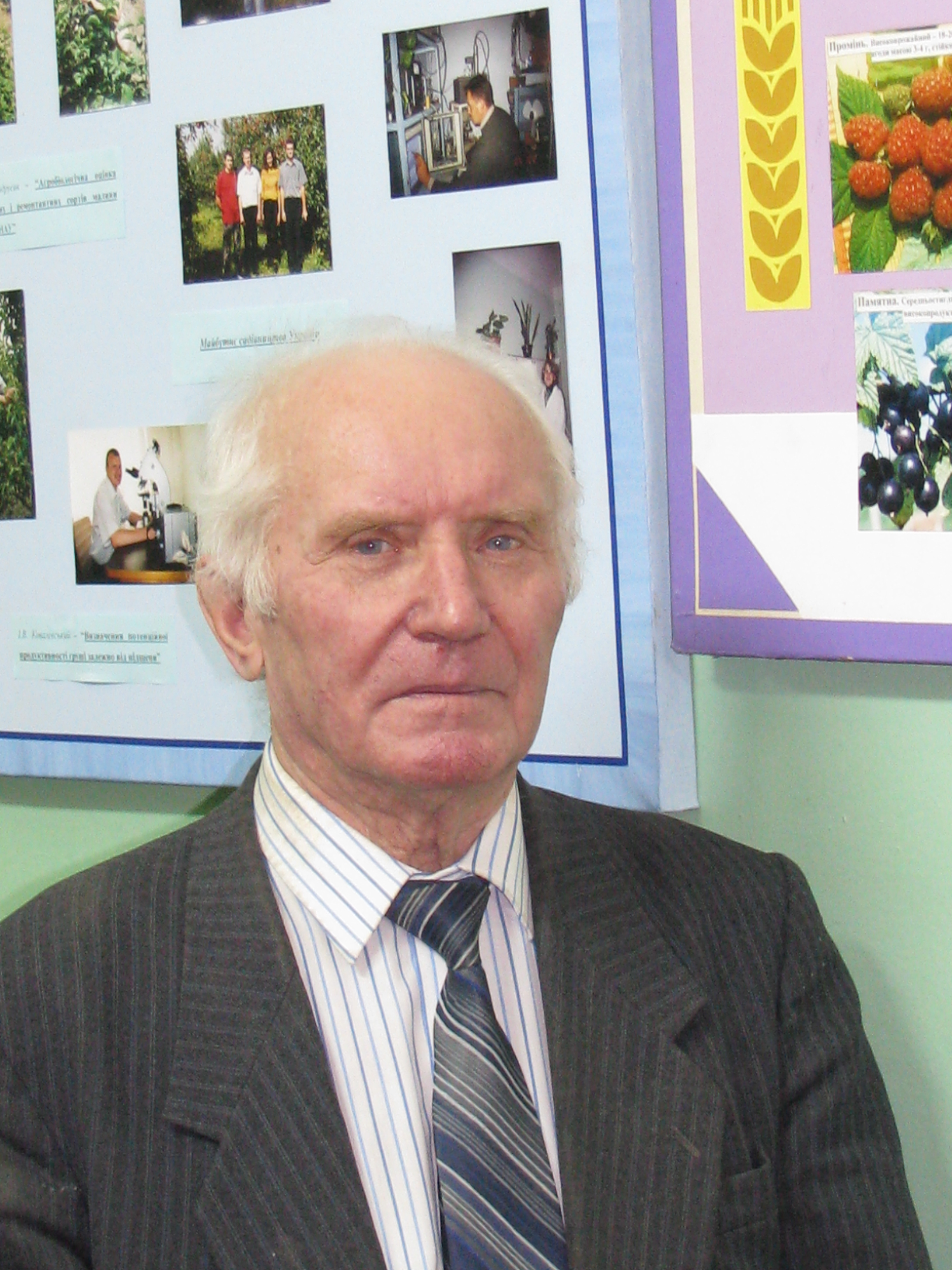
Шеренговий Петро Захарович. Селекціонер плодових і ягідних культур

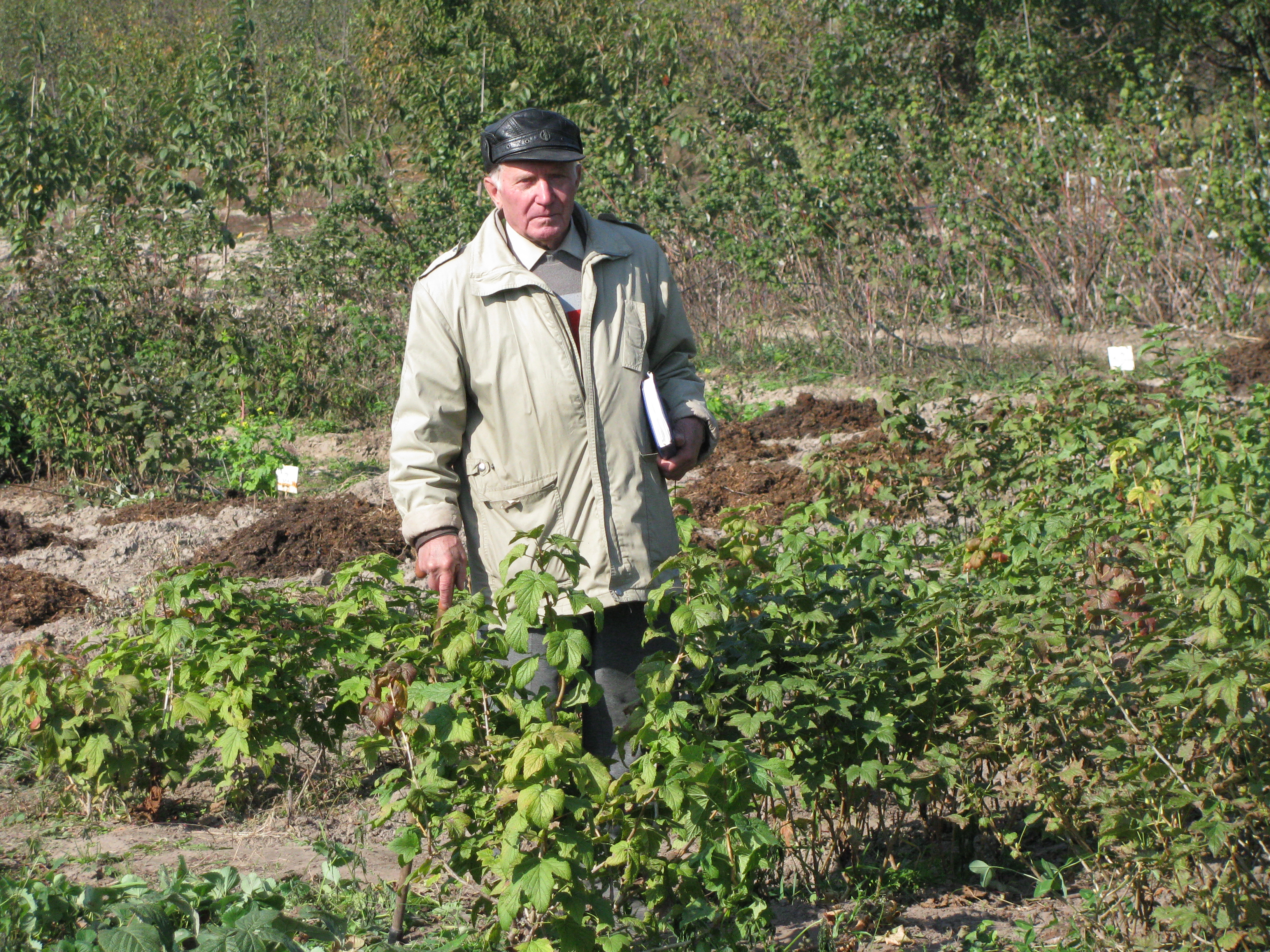
Селекціонер плодових і ягідних культур - Шеренговий Петро Захарович

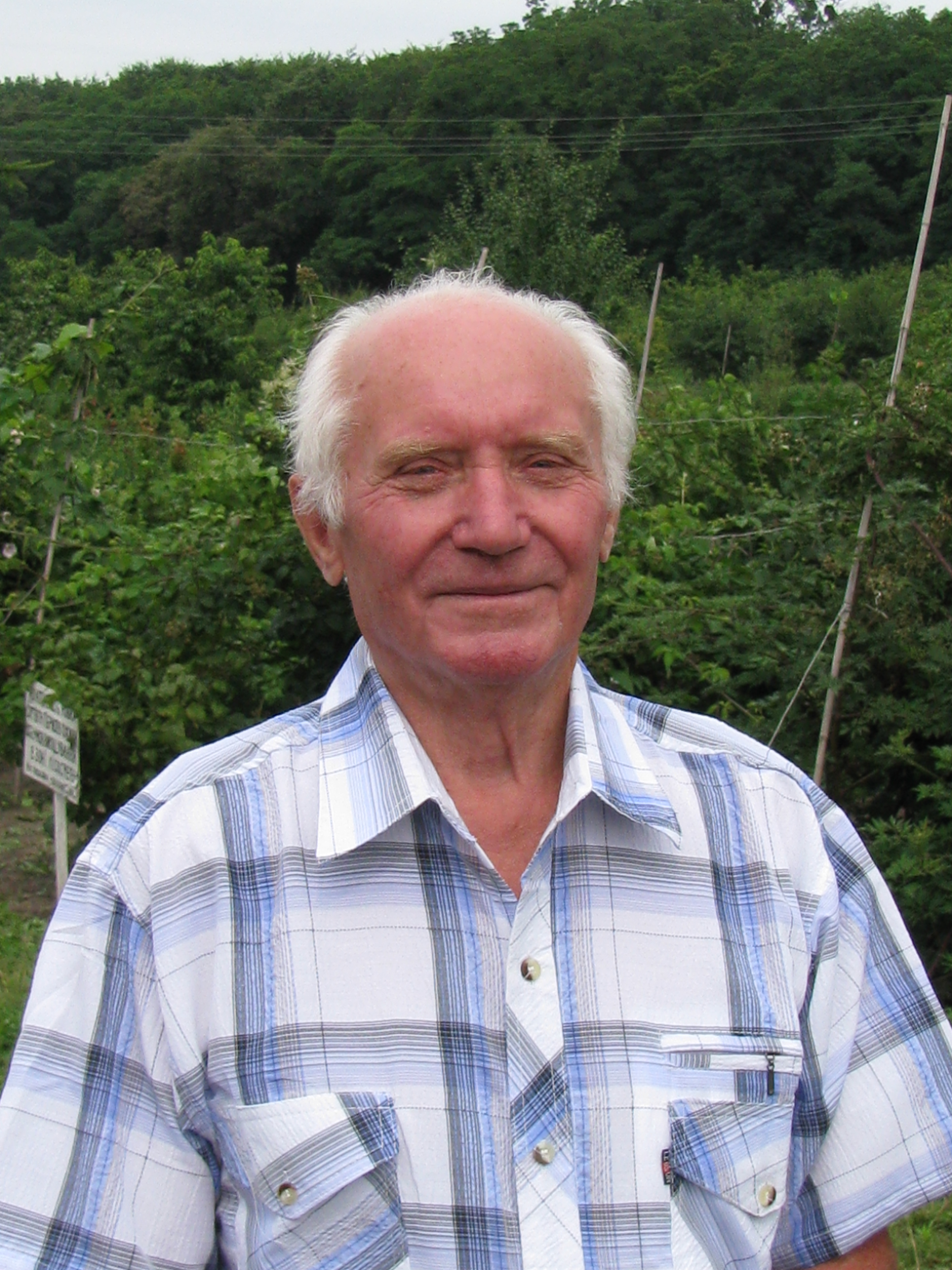
Шеренговий Петро Захарович

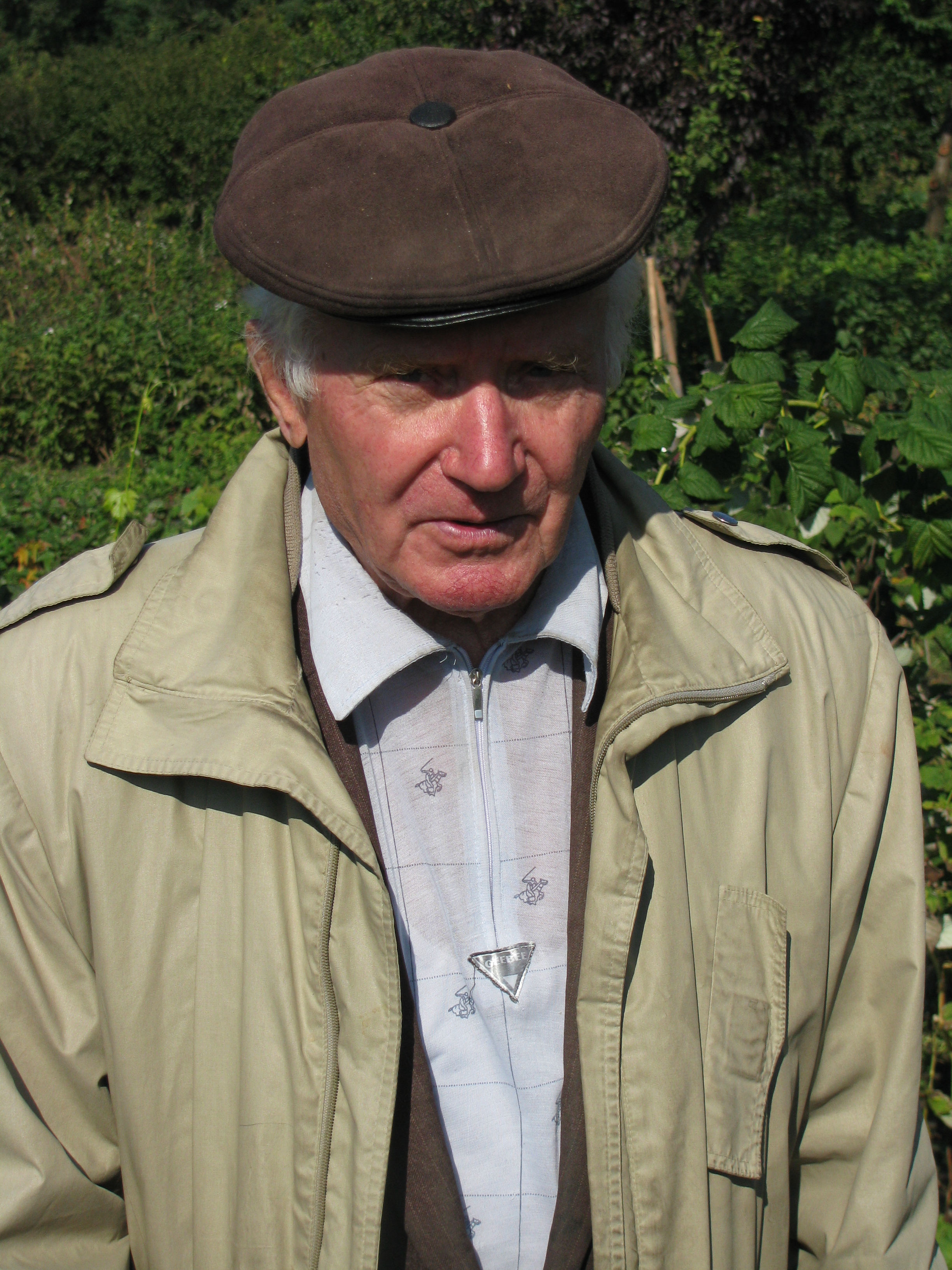
Шеренговий Петро Захарович. Селекціонер плодових і ягідних культур.

| українська персоналія | Це незавершена стаття про особу, що має стосунок до України. Ви можете допомогти проєкту, виправивши або дописавши її. |